# Archimbald V van Bourbon
Archimbald V van Bourbon bijgenaamd de Vrome (circa 1050 - 1096) was van 1095 tot aan zijn dood heer van Bourbon. Hij behoorde tot het huis Bourbon.

## Levensloop
Archimbald V was de oudste zoon van heer Archimbald IV van Bourbon en diens echtgenote Beliarde. 
In 1095 volgde hij zijn vader op als heer van Bourbon. Omdat hij slechts korte tijd regeerde kon Archimbald het akkoord niet ratificeren dat zijn vader met de Abdij van Cluny onderhandeld had over de rechten van de Priorij van Souvigny. 
In 1096 stierf Archimbald V. Zijn minderjarige zoon Archimbald VI volgde hem op onder het regentschap van Archimbalds jongere broer Aymon II.

## Huwelijk en nakomelingen
Archimbald V was gehuwd met een onbekend gebleven vrouw. Ze kregen een zoon:
- Archimbald VI (1090-1116), heer van Bourbon